# Ларьково (озеро)
Ларьково — пресноводное озеро на северо-востоке Усть-Цилемского района Республики Коми, расположено в правобережной пойме реки Печора, в 4 км к востоку от села Окунев Нос. Входит в территорию гидрологического (болотного) заказника «Ларьковский».

## Общие сведения
Площадь озера 8,5 км². Высота над уровнем моря — 21,0 м. Протяжённость озера 4 км, ширина достигает 2,8 км. 

## Описание
Озеро Ларьково имеет округлую форму, с заливом в северной части. Береговая линия слабо изрезана. Значимых притоков не имеет. Доступ к озеру затруднён в связи с тем, что болота и заболоченные озерца окружают водоём со всех сторон. Острова отсутствуют. Береговая растительность представлена болотными кустарничками – багульник, водяника, голубика, карликовая береза, подбел и морошка. Сфагнум бурый образует моховой покров. Озеро является местом обитания многих видов птиц, в том числе водоплавающих — уток, гусей, лебедей. Озеро также богато рыбой.